# Chimanovsk
Chimanovsk (en russe : Шимановск) est une ville de l'oblast de l'Amour, en Russie. La population comptait 18 542 habitants en 2019.

## Géographie
Chimanovsk est arrosée par la rivière Bolchaïa Piora, un affluent de la rive droite de la Zeïa, et se trouve à 193 km au nord de Blagovechtchensk, à 654 km au nord-ouest de Khabarovsk et à 5 499 km à l'est de Moscou.

## Histoire
Chimanovsk a été fondée en 1910 sous le nom de Piora (Пёра), d'après la rivière du même nom, dans le cadre de la construction du chemin de fer de l'Amour, une ligne alternative qui est à l'origine du chemin de fer Transsibérien par la Mandchourie. En 1914, avec l'ouverture de la ligne, elle fut rebaptisée Gondatti en l'honneur du gouverneur de l'oblast de l'Amour et ethnographe Nikolaï Gondatti (1861-1945). En 1920, la gare de chemin de fer fut renommée Chimanovskaïa et la localité proprement dite Vladimiro Chimanovski (Владимиро Шимановский), d'après l'ingénieur du chemin de fer et premier directeur du chemin de fer de l'Amour, Vladimir Chimanovski (1882-1918), qui se battit du côté des « rouges » pendant la guerre civile et fut abattu dans la capitale de l'oblast, Blagovechtchensk, en 1918. Le 21 août 1950, elle reçut son nom actuel ainsi que le statut de ville. Elle prit un essor économique pendant la construction du chemin de fer Baïkal Amour Magistral, dans les années 1970.

## Population
Recensements (*) ou estimations de la population
| 1939*  | 1959*  | 1970*  | 1979*  | 1989*  | 2002*  | 2010*  | 2012   |
| ------ | ------ | ------ | ------ | ------ | ------ | ------ | ------ |
| 13 510 | 17 891 | 16 880 | 25 586 | 26 274 | 22 267 | 19 815 | 19 595 |

| 2013   | 2014   | 2015   | 2016   | 2017   | 2018   | 2019   | 2020 |
| ------ | ------ | ------ | ------ | ------ | ------ | ------ | ---- |
| 19 384 | 19 116 | 18 941 | 18 810 | 18 706 | 18 643 | 18 542 | -    |

## Économie
Chimanovski est une gare sur le chemin de fer Transsibérien, au kilomètre 7 723 depuis Moscou. Chimanovsk est également dotée d'un aéroport, l'aéroport de Chimanovsk. La principale entreprise de la ville est la société Kranspetsbourmach (en russe : Кранспецбурмаш), qui fabrique plusieurs modèles de camions-grues. 